# Geschwindigkeitspolare

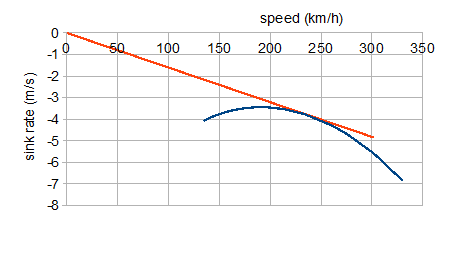
Geschwindigkeitspolare. Markiert ist die Geschwindigkeit des besten Gleitens, welche grafisch als Berührpunkt der durch den Nullpunkt verlaufenden Tangente zur Geschwindigkeitspolare zu ermitteln ist. Im Fall dieser Darstellung liegt das beste Gleiten bei ca. 225 km/h bei einer Sinkrate von näherungsweise 3,7 m/s.

Unter der Geschwindigkeitspolare versteht man den Graphen, der entsteht, wenn man die Sinkgeschwindigkeit eines gleitenden Fluggerätes (zum Beispiel: Gleitschirm, Segelflugzeug) als Funktion der Fluggeschwindigkeit darstellt. Die Geschwindigkeitspolare spielt eine wichtige Rolle in der Sollfahrttheorie.
Die Gestalt und Lage der Polare ist von der Flügelform (Streckung, Profil) und der Flächenbelastung abhängig.
Neben der Geschwindigkeitspolare lässt sich die Flugleistung auch durch die Gleitzahlpolare oder die Widerstandspolare beschreiben.

## Geringstes Sinken
Geringstes Sinken bezeichnet den Flugzustand, in dem ein Flugzeug die geringste Vertikal-Geschwindigkeit aufweist.
Mit dem geringsten Sinken bleibt das Flugzeug die längstmögliche Zeit in der Luft. Es legt aber nicht die weitestmögliche Strecke zurück, da es dafür beim geringsten Sinken zu langsam ist. Die weitestmögliche Strecke wird beim besten Gleiten zurückgelegt, siehe unten.
Grafisch lässt sich das geringste Sinken als Tangente zum höchsten Punkt der Geschwindigkeitspolare darstellen. Sie verläuft somit parallel zur X-Achse.

## Näherungsfunktion
Für mathematische Berechnungen wird die Polare meist durch eine Quadratische Funktion angenähert:
{\displaystyle v_{e}=a\cdot v^{2}+b\cdot v+c}
Diese Gleichung beschreibt die Polare in dem für den Gleitflug relevanten Geschwindigkeitsbereich ausreichend genau. In der nachfolgenden Tabelle sind beispielhaft die Koeffizienten für einige bekannte Segelflugzeuge aufgeführt.
| Flugzeugmuster | a         | b      | c     |
| -------------- | --------- | ------ | ----- |
| LS 4           | −0,000178 | 0,0276 | −1,66 |
| ASW 19         | −0,000150 | 0,0218 | −1,39 |
| Astir          | −0,000172 | 0,0269 | −1,70 |
| Discus CS      | −0,000156 | 0,0234 | −1,47 |
| Duo-Discus     | −0,000155 | 0,0298 | −2,14 |

Die Parameter a, b und c in obiger Tabelle sind so gewählt, dass die Fluggeschwindigkeit in km/h und die Sinkgeschwindigkeit in m/s erscheint. Die Polare gilt selbstverständlich nur für den zulässigen Geschwindigkeitsbereich des betreffenden Segelflugzeugs.

## Beste Gleitzahl

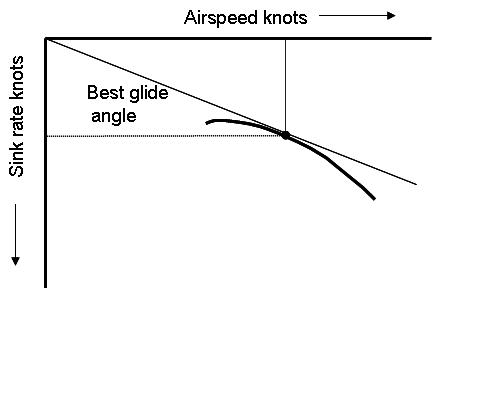
Grafische Ermittlung des besten Gleitens anhand der Geschwindigkeitspolare (ohne Windeinfluss)

Mit der Geschwindigkeitspolare kann für jede Geschwindigkeit die Gleitzahl bestimmt werden.
Die Geschwindigkeit des besten Gleitens kann grafisch ermittelt werden. Dazu wird eine Tangente vom Nullpunkt der Grafik (meist oben links) an die Geschwindigkeitspolare angelegt. Der Berührpunkt der Tangente entspricht dem besten Gleiten; an der X-Achse kann die dafür notwendige Horizontalgeschwindigkeit, an der Y-Achse die resultierende Sinkrate abgelesen werden.
Um den Einfluss des Windes zu berücksichtigen, wird nicht der Nullpunkt des Koordinatensystems verwendet, sondern zunächst die horizontale Geschwindigkeit an der X-Achse (bei Gegenwind in positive, bei Rückenwind in negative Richtung) und die vertikale Geschwindigkeit an der Y-Richtung abgetragen. Von diesem Punkt aus wird dann die Tangente an die Geschwindigkeitspolare gezeichnet.